# Анрі Томазі
Анрі Томазі (фр. Henri Tomasi; 17 серпня 1901, Марсель — 13 січня 1971, там само) — французький композитор і диригент.

## Біографія
Анрі Томазі народився в сім'ї вихідців з Корсики Ксавьє Томазі і Жозефіни Вінчентіні. Його батько був листоношею і флейтистом-любителем. Він почав займатися музикою в рідному місті Марселі у віці 5 років. У 1921 році Томазі продовжив освіту в Паризькій консерваторії. Його вчителями були Жорж Коссад (контрапункт), Поль Відаль (композиція), Венсан д'Енді і Філіп Гобер (диригування). Під час навчання Томазі був вшавнований рядом нагород як диригент і композитор. Надалі він виступав як диригент з провідними оркестрами Франції. З 1930 по 1935 рік він очолював оркестр Паризького радіо, з 1946 по 1950 рік був головним диригентом оперного театру в Монте-Карло. 1952 року отримав «Велику французьку музичну премію». Анрі Томазі помер 1971 року. Згідно з його заповітом, Томазі був похований в Авіньйоні. У 2001 році, під час святкування сторіччя композитора, його прах був перепохований на батьківщині його предків на острові Корсика.

## Твори

### Сценічні твори

#### Опери
- «Атлантида» (1954)
- «Дон Жуан де Маньяра» (1956, за драмою Оскара Мілоша)
- «Корсиканець Сампьєро» (1956)
- «Тріумф Жанни» (1958)
- «Морська тиша» (1963)

#### Балети
- «Сільська скромниця» (La Rosière du Village) (1936)
- «Камбоджійська феєрія» (1952)
- «Грізі» (1953)

### Твори для симфонічного оркестру
- Симфонія (1943)
- Симфонічні поеми

### Твори для сольного інструмента і оркестру
- Концерти для флейти з оркестром (1947)
- Концерт для труби з оркестром (1948)
- Концерт для саксофона з оркестром (1949)
- Концерт для альта з оркестром (1950)
- Концерт для кларнета з оркестром (1953)
- Концерт для валторни з оркестром (1955)
- Концерт для тромбона з оркестром (1956)
- Концерт для фагота з оркестром (1961)
- Концерт для скрипки з оркестром (1968)
- Концерт для віолончелі з оркестром (1968)

### Камерна музика
- Квінтет для дерев'яних інструментів
- Секстет для духового квінтету, розширеного альтовим саксофоном
- Сільський концерт для гобоя, кларнета і фагота
- Тріо для струнних
- «Корсиканський дивертисмент» для тріо дерев'яних
- Фортеп'янні п'єси
- Пісні
- Літургійні фанфари для мідного оркестру